# Список найвищих хмарочосів України

БФК «Gulliver» (праворуч) та БЦ «Парус» (ліворуч). 2009 рік.

Список найвищих хмарочосів України — перелік будівель України, висотою понад 100 метрів.
Список не містить спостережні вежі, радіощогли, димові труби та подібні об'єкти. Висота будинку вираховується від основи будинку до найвищих архітектурних, або невід'ємних структурних елементів будинку (окрім антен).
На сьогодні найвищим будинком України є ЖК на Кловському узвозі, 7 в Києві. Його висота дорівнює 168 метрів.

## Найвищі будинки України
| Будівлі у висотному рейтингу | Будівлі у висотному рейтингу | Будівлі у висотному рейтингу |
| Понад 150 м                  | від 125 до 150 м             | від 100 до 125 м             |
| ---------------------------- | ---------------------------- | ---------------------------- |
| 2                            | 9                            | 20                           |

### Список
| №  | Назва                                       | Фото       | Висота (м)    | Висота (м)  | Поверхів  | Роки побудови | Місто і координати                                                               | Вартість     | Примітки |
| №  | Назва                                       | Фото       | Цілковита [м] | По даху [м] | Поверхів  | Роки побудови | Місто і координати                                                               | Вартість     | Примітки |
| -- | ------------------------------------------- | ---------- | ------------- | ----------- | --------- | ------------- | -------------------------------------------------------------------------------- | ------------ | --- |
| 1  | ЖК на Кловському узвозі, 7                  |            | 168           | 168         | 47        | 2008—2014     | Київ 50°26′18″ пн. ш. 30°32′21″ сх. д. / 50.43833° пн. ш. 30.53917° сх. д.       | $200 000 000 | Житлових поверхів — 46.                                                                                               |
| 2  | БФК «Gulliver»                              | «Гуллівер» | 160.1         | 141.8       | 35        | 2003—2013     | Київ 50°26′20″ пн. ш. 30°31′26″ сх. д. / 50.43889° пн. ш. 30.52389° сх. д.       | $600 000 000 | Без урахування антени висота будівлі становить близько 141 м.                                                         |
| 3  | Бізнес-центр «Парус»                        |            | 149,6         | 133.1       | 33        | 2004—2007     | Київ 50°26′15″ пн. ш. 30°31′38″ сх. д. / 50.43750° пн. ш. 30.52722° сх. д.       | $100 000 000 | Без урахування антени висота хмарочоса становить 133,1 метр                                                           |
| 4  | ЖК «Jack House»                             |            | ~141          |             | 39        | 2012—2017     | Київ 50°26′03″ пн. ш. 30°31′56″ сх. д. / 50.43417° пн. ш. 30.53222° сх. д.       |              | |
| 5  | ЖК «Taryan Towers»                          |            | 140           | 140         | 35        | 2017—2024     | Київ 50°25′09.8″ пн. ш. 30°32′00.9″ сх. д. / 50.419389° пн. ш. 30.533583° сх. д. |              | Завершено першу і другу вежу, зведення поверхів третьої                                                               |
| 6  | ЖК «Manhattan City»                         |            | ~130          | 129         | 40        | 2016—2021     | Київ                                                                             |              | |
| 7  | ЖК «Покровський Посад»                      |            | ~130          |             | 29        | 2005—2015     | Київ 50°27′42.9″ пн. ш. 30°29′36.6″ сх. д. / 50.461917° пн. ш. 30.493500° сх. д. |              | |
| 8  | Вулиця Срібнокільська, 1                    |            | 128           | 114         | 38        | 2006—2008     | Київ 50°24′07.5″ пн. ш. 30°37′50.5″ сх. д. / 50.402083° пн. ш. 30.630694° сх. д. | $40 000 000  | |
| 9  | ЖК «Корона»                                 |            | 128           | 114         | 38        | 2004—2007     | Київ 50°24′02″ пн. ш. 30°37′00″ сх. д. / 50.40056° пн. ш. 30.61667° сх. д.       | $40 000 000  | |
| 10 | Будинок апеляційного суду міста Києва       |            | 127           |             | 27        | 1978—2006     | Київ 50°25′49.9″ пн. ш. 30°28′17″ сх. д. / 50.430528° пн. ш. 30.47139° сх. д.    |              | |
|    | ЖК «Маяк»                                   |            | 126           |             | 32        | 2021-2024     |                                                                                  |              | |
| 11 | ЖК «Башти»                                  |            | 123           |             | 28        | 1999—2005     | Дніпро 48°27′46.4″ пн. ш. 35°03′53″ сх. д. / 48.462889° пн. ш. 35.06472° сх. д.  |              | Всю висоту хмарочоса видно лише з однієї сторони                                                                      |
| 12 | Будинок Міністерства інфраструктури України |            | 120           | 106         | 28        | 1974—1986     | Київ 50°26′58.3″ пн. ш. 30°28′52″ сх. д. / 50.449528° пн. ш. 30.48111° сх. д.    |              | 120 метрів складає висота з урахуванням шпилю, який в 2003 році був змінений на антеноподібний                        |
| 13 | Просп. Володимира Івасюка, 12Ж              |            | ~120          |             | 27        | 2001-2005     | Київ                                                                             |              | |
| 14 | Просп. Володимира Івасюка 12Е               | ~120       |               | 27          | 2001-2005 | Київ          |                                                                                  |              | |
| 15 | Просп. Володимира Івасюка, 2 (Вежа 1)       |            | 117           | 110.2       | 30        | 2007—2012     | Київ 50°29′27″ пн. ш. 30°31′41.4″ сх. д. / 50.49083° пн. ш. 30.528167° сх. д.    |              | |
| 16 | Бізнес-центр «101 Tower»                    |            | 116.1         |             | 27        | 2009—2012     | Київ 50°26′21″ пн. ш. 30°29′47″ сх. д. / 50.43917° пн. ш. 30.49639° сх. д.       |              | Спочатку хмарочос проектувався на 34 поверхи та 130 метрів висоти.                                                    |
| 17 | ЖК «Мега-Сіті»                              |            | 115           |             | 36        | 2004—2014     | Київ 50°25′54″ пн. ш. 30°38′05″ сх. д. / 50.43167° пн. ш. 30.63472° сх. д.       |              | |
| 18 | ЖК «Victory-V»                              |            | ~115          |             | 34        | 2016—2019     | Київ 50°26′47.6″ пн. ш. 30°29′12.4″ сх. д. / 50.446556° пн. ш. 30.486778° сх. д. |              | |
| 19 | ЖК «A136»                                   |            | 114,8         |             | 33        | 2019—2023     | Київ50°25′09.9″ пн. ш. 30°31′05.8″ сх. д. / 50.419417° пн. ш. 30.518278° сх. д.  |              | Завершені монолітні роботи, йде скління башти                                                                         |
| 20 | ЖК на пр. Соборності, 21В                   |            | ~114          |             | 36        | 2014—2016     | Київ 50°26′21.3″ пн. ш. 30°36′35.4″ сх. д. / 50.439250° пн. ш. 30.609833° сх. д. |              | |
| 21 | ЖК «Королівська вежа»                       |            | 112           |             | 29        | 2006—2008     | Донецьк 47°59′46″ пн. ш. 37°49′03″ сх. д. / 47.99611° пн. ш. 37.81750° сх. д.    |              | |
| 22 | ЖК «Royal Tower»                            |            | 112           |             | 30        | 2012—2016     | Київ 50°26′06.0″ пн. ш. 30°30′43.9″ сх. д. / 50.435000° пн. ш. 30.512194° сх. д. |              | На даху будинку висаджений сад.                                                                                       |
| 23 | ЖК «Елегант»                                |            | 111,5         |             | 32        | 2010—2014     | Київ 50°26′31.1″ пн. ш. 30°29′48.0″ сх. д. / 50.441972° пн. ш. 30.496667° сх. д. |              | |
| 24 | ЖК «Skyline Residences»                     |            | 111,5         |             | 25        | 2008—2015     | Київ 50°25′38.2″ пн. ш. 30°31′49.9″ сх. д. / 50.427278° пн. ш. 30.530528° сх. д. |              | |
| 25 | ЖК «Срібний Бриз»                           |            | 111,1         |             | 32        | 2002—2010     | Київ 50°25′43″ пн. ш. 30°35′40″ сх. д. / 50.42861° пн. ш. 30.59444° сх. д.       |              | З урахуванням антени висота будівлі становить 119,2 метри Третій будинок було введено в експлуатацію лиш у 2016 році. |
| 26 | ЖК «Сонячна Рів'єра»                        |            | ~110          |             | 32        | 2014—2018     | Київ 50°27′01.2″ пн. ш. 30°35′10.8″ сх. д. / 50.450333° пн. ш. 30.586333° сх. д. |              | |
| 27 | Вулиця Провіантська, 3                      |            | 110           |             | 29        | 2000—2003     | Київ 50°27′04.8″ пн. ш. 30°28′19.6″ сх. д. / 50.451333° пн. ш. 30.472111° сх. д. |              | |
| 28 | Ark Palace 1                                |            | 108           |             | 25        | 2004—2008     | Одеса                                                                            |              | |
| 29 | Бульвар Лесі Українки, 7Б                   |            | 107.6         |             | 30        | 2003—2012     | Київ 50°25′58.5″ пн. ш. 30°32′00.9″ сх. д. / 50.432917° пн. ш. 30.533583° сх. д. |              | |
| 30 | Держпром                                    |            | 105           | 68          | 13        | 1925—1928     | Харків 50°0′25″ пн. ш. 36°13′40″ сх. д. / 50.00694° пн. ш. 36.22778° сх. д.      |              | Висота без антени - 68м                                                                                               |
| 31 | Просп. Володимира Івасюка, 2 (Вежа 2)       |            | 101.7         | 94.6        | 27        | 2007—2013     | Київ 50°29′27″ пн. ш. 30°31′41.4″ сх. д. / 50.49083° пн. ш. 30.528167° сх. д.    |              | |

## Найвищі за містами
Максимальна висота споруди рахується по шпилю, антені.
| № | Місто   | Назва                      | Фото | Висота (м) | Поверхів | Роки побудови | Координати                                                               | Примітки                        |
| - | ------- | -------------------------- | ---- | ---------- | -------- | ------------- | ------------------------------------------------------------------------ | ------------------------------- |
| 1 | Київ    | ЖК на Кловському узвозі, 7 |      | 168        | 47       | 2008—2014     | 50°26′18″ пн. ш. 30°32′21″ сх. д. / 50.43833° пн. ш. 30.53917° сх. д.    |                                 |
| 2 | Дніпро  | ЖК «Башти»                 |      | 123        | 30       | 1999—2005     | 48°27′46.4″ пн. ш. 35°03′53″ сх. д. / 48.462889° пн. ш. 35.06472° сх. д. |                                 |
| 3 | Донецьк | ЖК «Королівська вежа»      |      | 112        | 29       | 2006—2008     | 47°59′46″ пн. ш. 37°49′03″ сх. д. / 47.99611° пн. ш. 37.81750° сх. д.    |                                 |
| 4 | Одеса   | Ark Palace 1               |      | 108        | 25       | 2004—2008     |                                                                          |                                 |
| 5 | Харків  | Держпром                   |      | 105        | 13       | 1925—1928     | 50°0′25″ пн. ш. 36°13′40″ сх. д. / 50.00694° пн. ш. 36.22778° сх. д.     | Висота без антени - 68м         |
| 6 | Львів   | ЖК "Avalon Up"             |      | 90         | 27       | 2018—2021     | 49°50′30″ пн. ш. 24°01′53″ сх. д. / 49.84167° пн. ш. 24.03139° сх. д.    | Висота даху, складає 90 метрів. |

## Найвищі, що будуються чи в проєкті

### Будуються
| № | Назва                    | Фото | Висота (м) | Поверхів | Роки побудови | Координати                                                                  | Місто   | Стан                                           | Примітки                                                                               |
| - | ------------------------ | ---- | ---------- | -------- | ------------- | --------------------------------------------------------------------------- | ------- | ---------------------------------------------- | -------------------------------------------------------------------------------------- |
| 1 | БФК «NVER»               |      | ~162       | 39, 42   | 2020—2026     |                                                                             | Київ    | Будівництво перекриття -3 поверху(підлога -2)  |                                                                                        |
| 2 | ЖК «Taryan Towers» 2—3   |      | 138,1      | 35       | 2017—2023     | 50°25′09.8″ пн. ш. 30°32′00.9″ сх. д. / 50.419389° пн. ш. 30.533583° сх. д. | Київ    | Завершено першу і другу вежу, будується третя. |                                                                                        |
| 3 | Черкаська дзвіниця Голуб |      | 135        | невідомо | 2008—2021     | 49°26′03″ пн. ш. 32°03′26″ сх. д. / 49.43417° пн. ш. 32.05722° сх. д.       | Черкаси | Зупинено                                       | Будівля мала стати найвищою та найбільшою за розмірами православною дзвіницею в світі. |
| 4 | БФК "MAYAK"              |      | 127        | 37       | 2021—2025     |                                                                             | Дніпро  |                                                | В квітні 2025 року став найвищим хмарочосом в Дніпрі.                                  |
| 5 | ЖК «Diadans»             |      | ~100       | 32       | 2019—2025     | 50°25′35″ пн. ш. 30°31′40″ сх. д. / 50.42639° пн. ш. 30.52778° сх. д.       | Київ    | Збудовано,ведуться опоряджувальні роботи.      |                                                                                        |

### Проєкти
| № | Назва       | Висота (м) | Поверхів | Початок будівництва | Координати                                                                  | Місто  |
| - | ----------- | ---------- | -------- | ------------------- | --------------------------------------------------------------------------- | ------ |
| 4 | БФК «Брама» | 180-200    | 54       | коригування проекту | 48°28′04.3″ пн. ш. 35°02′58.3″ сх. д. / 48.467861° пн. ш. 35.049528° сх. д. | Дніпро |

### Зупинено
| №      | Назва                  | Фото | Висота (м) | Поверхів                    | Роки побудови                                                                     | Координати                                                            | Місто  | Стан                                |  |
| ------ | ---------------------- | ---- | ---------- | --------------------------- | --------------------------------------------------------------------------------- | --------------------------------------------------------------------- | ------ | ----------------------------------- |  |
| 1      | БФК «Sky towers»       |      | 214,26     | 47                          | 2007—                                                                             | 50°26′55″ пн. ш. 30°28′37″ сх. д. / 50.44861° пн. ш. 30.47694° сх. д. | Київ   | Будуються 27-28 поверхи, зупинено   |  |
| 2      | Готель «Парус»         |      | 114        | 32                          | 1975—                                                                             |                                                                       | Дніпро | Завершальні роботи, зупинено        |  |
| 3      | Будинок НМУ            |      | 112,8      | 25                          | 2010—                                                                             |                                                                       | Київ   | Будівництво зупинено на 23 поверсі. |  |
| 4      | ЖК Oasis               |      | ~113       | 32                          | 2020—                                                                             |                                                                       | Київ   | Будівництво зупинено                |  |
| 5      | Дніпровські вежі № 1-6 |      | 110        | 35                          | 1999—                                                                             |                                                                       | Київ   | Завершальні роботи, зупинено        |  |
| 6      | БФК «50Avenue»         |      |            |                             |                                                                                   |                                                                       |        |                                     |  |
| 34, 50 | 2020—                  |      | Київ       | Залитий фундамент,зупинено. | На момент завершення будівництва має стати найвищим хмарочосом в Києві та Україні |                                                                       |        |                                     |  |

## Міста з найбільшою кількістю хмарочосів
В рейтингу наведені міста з найбільшою кількістю хмарочосів, що входять до топ 30 за висотою в Україні.
| Місто   | Кількість |
| ------- | --------- |
| Київ    | 26        |
| Дніпро  | 3         |
| Харків  | 1         |
| Одеса   | 2         |
| Донецьк | 1         |